# دبیرخانه بخش اکاراپاتو
دبیرخانه بخش اکاراپاتو (به لاتین: Akkaraipattu Divisional Secretariat) یک منطقهٔ مسکونی در سری‌لانکا است که در استان شرقی (سری‌لانکا) واقع شده‌است.